# Gare de Frouard
La gare de Frouard est une gare ferroviaire française de la ligne de Paris-Est à Strasbourg-Ville, située sur le territoire de la commune de Frouard, près du port fluvial de Frouard, dans le département de Meurthe-et-Moselle, en région Grand Est.
Elle est mise en service en 1850 par la Compagnie du chemin de fer de Paris à Strasbourg, qui devient la Compagnie des chemins de fer de l'Est en 1854. C'est une halte ferroviaire de la Société nationale des chemins de fer français (SNCF), desservie par des trains TER Grand Est.

## Situation ferroviaire
La gare de bifurcation de Frouard est située au point kilométrique (PK) 344,266 de la ligne de Paris-Est à Strasbourg-Ville, entre les gares de Liverdun et de Champigneulles. Elle est l'origine de la ligne de Frouard à Novéant suivie par la gare de Pompey. Son altitude est de 196 m.

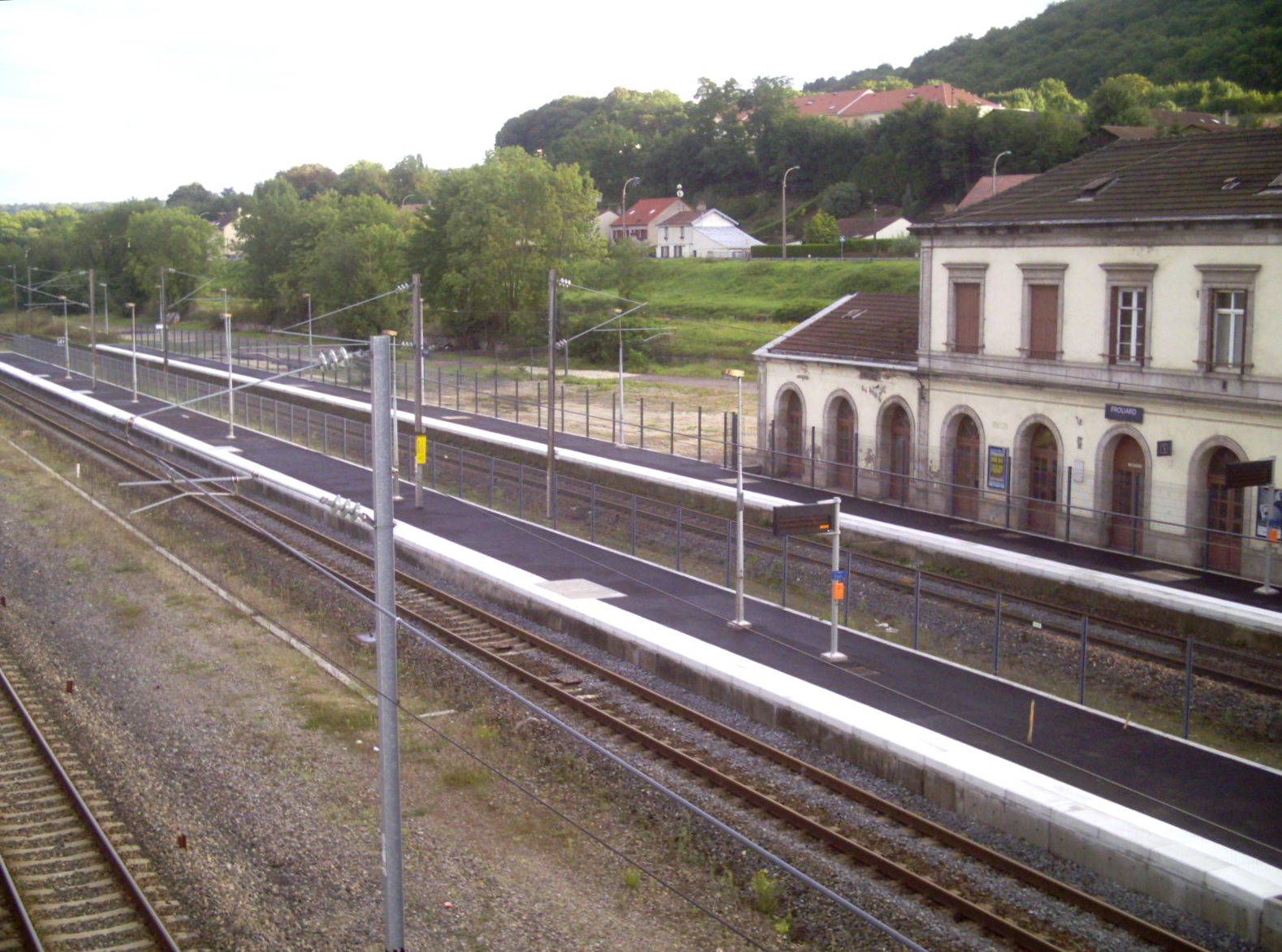
Intérieur de la gare.

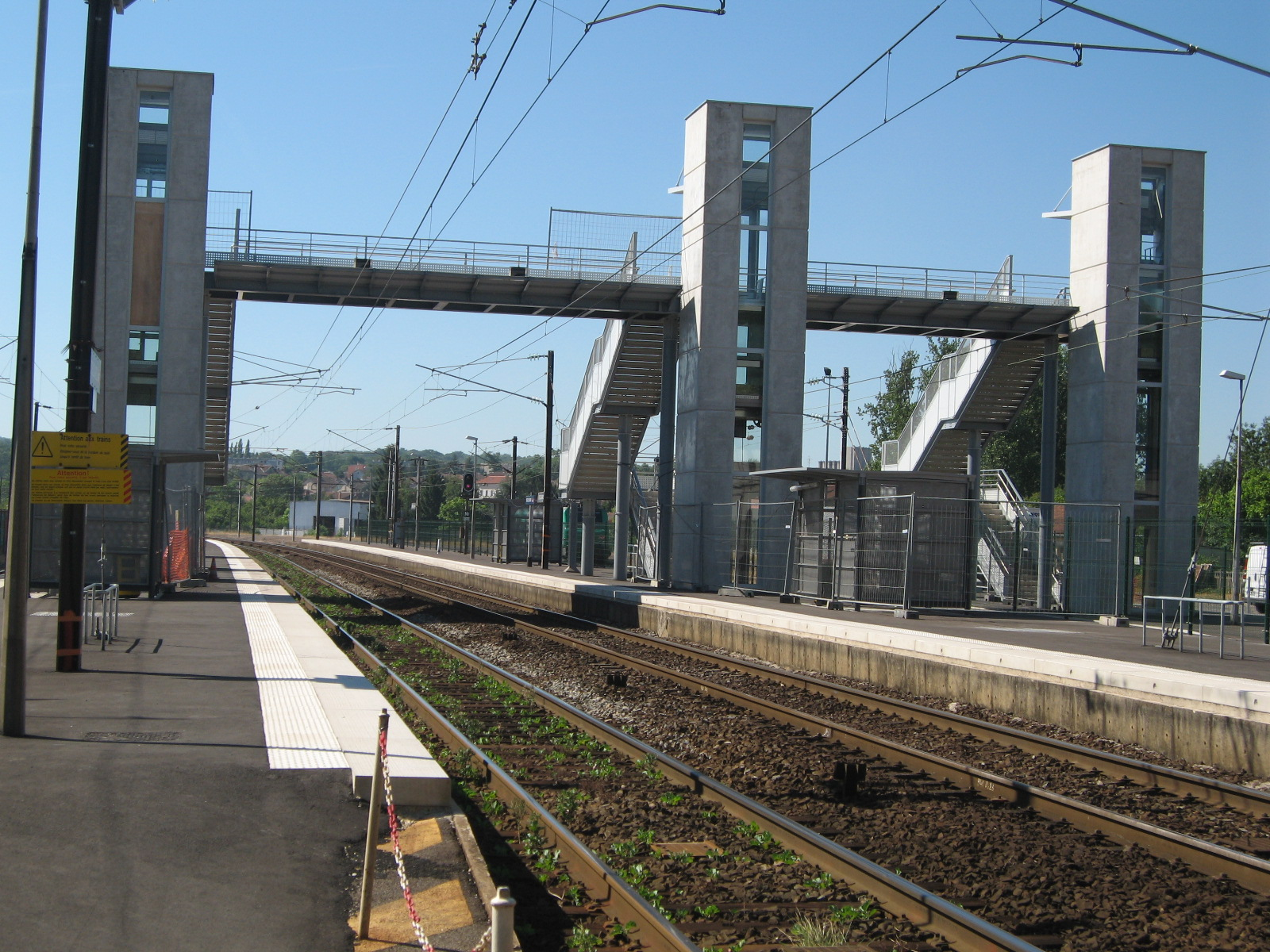
Passerelle reliant les quais de la gare de Frouard.

## Histoire
La station de Frouard est mise en service le 10 juillet 1850 par la Compagnie du chemin de fer de Paris à Strasbourg, lorsqu'elle ouvre à l'exploitation la relation de Nancy à Metz par l'embranchement vers Metz de sa ligne de Paris à Strasbourg. Elle est reliée à Commercy le  19 juin 1852 par la Compagnie du chemin de fer de Paris à Strasbourg, lorsqu'elle ouvre à l'exploitation la section de Commercy à Frouard de sa ligne de Paris-Est à Strasbourg-Ville.
Le bâtiment voyageurs, de style néoclassique, date vraisemblablement de l'ouverture de la ligne et comporte un corps central à deux étages de cinq travées sous toit à croupes, flanqué de deux ailes de trois travées. Les travées du rez-de-chaussée adoptent l'arc en plein cintre et celles de l'étage sont rectangulaires.
Une paire de grands bâtiments annexes d'un seul étage a été construite peu après ; dans le bâtiment de gauche, côté voies, se trouvait le buffet. L'autre bâtiment servait peut-être de halle à marchandises et est le seul de ces deux additions à être toujours présent.
En septembre 1901, le tsar Nicolas II fait une halte en gare et est reçu par les édiles du département,.
Cette grande gare, qui possédait aussi un faisceau de voies de garage et plusieurs raccordement à des industries le long de la Moselle est depuis devenu une simple halte.
En 2011, la gare de Frouard est en partie rénovée. Le parking est agrandi et réaménagé, la façade des bâtiments est entièrement restaurée et celle du bâtiment voyageurs historique est repeinte en mauve.

## Fréquentation
De 2015 à 2024, selon les estimations de la SNCF, la fréquentation annuelle de la gare s'élève aux nombres indiqués dans le tableau ci-dessous.
| Année     | 2015   | 2016   | 2017   | 2018   | 2019   | 2020   | 2021   | 2022   | 2023   | 2024   |
| --------- | ------ | ------ | ------ | ------ | ------ | ------ | ------ | ------ | ------ | ------ |
| Voyageurs | 41 051 | 37 882 | 45 636 | 46 822 | 54 606 | 33 962 | 50 077 | 68 394 | 66 735 | 68 920 |

## Service des voyageurs

### Accueil
Halte SNCF, c'est un point d'arrêt non géré (PANG) à entrée libre. Néanmoins le bâtiment voyageurs est accessible tous les jours. Elle est équipée d'automates pour l'achat de titres de transport.
Une passerelle permet la traversée des voies et le passage d'un quai à l'autre.

### Desserte
Frouard est desservie par des trains TER Grand Est qui effectuent des missions entre les gares de Nancy-Ville et Luxembourg ou Thionville, entre Nancy-Ville et Metz-Ville, entre Nancy-Ville et Bar-le-Duc ainsi qu'entre Nancy-Ville et Toul.
La ligne 2 du réseau de bus Le SIT relie la gare de Frouard à celle de Liverdun

### Intermodalité
Un parking pour les véhicules y est aménagé, ainsi qu'un arrêt de bus à l'entrée de la gare.

## Service des marchandises
La gare de Frouard est ouverte au service du fret.